# 豆満級フリゲート
豆満級フリゲート（トゥマンきゅうフリゲート、英語: Dumangang class Patrol Frigate）は、韓国海軍草創期のフリゲート。前身はアメリカ海軍のタコマ級哨戒フリゲートで、1953年までに5隻が貸与された。1973年までに全艦除籍済みである。

## 概要
タコマ級哨戒フリゲートは、第二次世界大戦においてアメリカ合衆国が建造、運用した護衛艦である。96隻建造されたうち21隻がイギリスに貸与され、残り75隻がアメリカ海軍で運用されたが、1945年、対日作戦用として28隻がレンドリース法に基づきソ連海軍に貸与された。
戦後、アメリカに返還され横須賀に係留されていたが1950年の朝鮮戦争の勃発に伴い急遽再整備され、朝鮮水域に出動した。
1950年以降大韓民国海軍の整備に伴い、5隻が貸与され、それぞれ朝鮮半島を流れる主要河川にちなんだ艦名を付され、1973年頃まで在籍した。

## 同型艦
| 艦番号 | 艦名                                   | 竣工                             | 貸与            | 退役           | その後             |
| ------ | -------------------------------------- | -------------------------------- | --------------- | -------------- | ------------------ |
| PF-61  | 豆満江 (トゥマンガン) ROKS Dumangang   | 1944年 3月16日 （マスコギー）    | 1950年 10月23日 |                |                    |
| PF-62  | 鴨緑江 (アムノッカン) ROKS Amnokgang   | 1944年 3月6日 （ロックフォード） | 1950年 10月23日 |                | 1952年 9月3日 返還 |
| PF-63  | 大同江 (テドンガン) ROKS Daedonggang   | 1943年 11月6日 （タコマ）        | 1951年 10月9日  | 1973年 2月28日 | 博物館船として公開 |
| PF-65  | 洛東江 (ナクトンガン) ROKS Nakdonggang | 1944年 5月8日 （ホークィアム）   | 1951年 10月5日  | 1973年         | 解体               |
| PF-66  | 臨津江 (イムジンガン) ROKS Imjingang   | 1944年 3月4日 （サウサリート）   | 1952年 9月4日   | 1973年         | 解体               |